# Michał Sadłucki
Michał Sadłucki – sędzia grodzki grodzieński od 1781 roku, sędzia ziemski grodzieński w latach 1792–1794, budowniczy grodzieński w latach 1777–1792, mostowniczy grodzieński w latach 1772–1777, marszałek grodzieński konfederacji targowickiej.